# لئو (فیلم آمریکایی ۲۰۲۳)
لئو (به انگلیسی: Leo)  یک پویانمایی رایانه‌ای کمدی - خانوادگی و موزیکال محصول ۲۰۲۳ آمریکا است که توسط نتفلیکس تولید و توزیع شده‌است. این فیلم توسط رابرت ماریانتی، رابرت اسمایگل و دیوید واختنهایم (در اولین کارگردانی بلند سینمایی ماریانتی و واختنهایم) کارگردانی و توسط اسمیاگل، آدام سندلر و پل سادو نوشته شده‌است. سندلر و میریل سوریا تهیه‌کنندگی اجرایی آن را برعهده داشته‌اند.

## خلاصه داستان
این فیلم داستان یک مارمولک ۷۴ ساله به‌نام لئو را روایت می‌کند که سال‌ها با یک لاک پشت در آکواریوم یک کلاس درس دبستانی در فلوریدا زندگی می‌کند و گرفتار شده است. لئو زمانی‌که متوجه می‌شود تنها یک سال دیگر عمر می‌کند، تصمیم به فرار می‌گیرد تا زندگی خارج از آکواریوم و مدرسه را تجربه کند اما معلم جایگزینی به کلاسش می آید و قانونی می گذارد که هر هفته باید یکی از بچه ها این مارمولک را به خانه ببرد و ماجرا از همین جا جذاب می شود. این اثر جدیدترین انیمیشن نتفلیکس است که در آن آدام سندلر نقش یک مارمولک پیر را بر عهده داشته است.

## صداگذاری
- آدام سندلر در نقش لئو
- بیل بر در نقش اسکورتل
- سیسیلی استرانگ در نقش خانم مالکین